# The Hunger Project
The Hunger Project är en global organisation som verkar för att skapa en värld fri från hunger och fattigdom, där alla människor lever ett hälsosamt, meningsfullt och värdigt liv som de själva har makt över. Det är en icke-statlig organisation som startade 1977 och har sitt huvudkontor i New York. Organisationen har 350 anställda och över 400 000 volontärer i de länder man verkar, varav de flesta är lokala volontärer. Med hjälp av dem nådde man under 2018 ca 16 miljoner människor i de olika programmen. Förutom jämställdhetsfrågor och mikrofinanser arbetar Hungerprojektet även med områdena HIV/AIDS, ekologiskt jordbruk, flickors rättigheter, kvinnors ledarskap och matsäkerhet.

## Program och metod
Programmen har tre gemensamma grundkomponenter:
1. Social mobilisering – The Hunger Project arbetar genom workshops med att mobilisera människor och samhällen som lever i utsatthet att formulera sin egen vision fri från hunger och fattigdom.
2. Jämställdhet - The Hunger Project utbildar kvinnor om deras rättigheter samt förutsättningar för att starta eller utveckla en småskalig verksamhet, ofta med hjälp av mikrofinansiering. Kvinnorna blir ledare som naturligt strävar efter de Globala målen i Agenda 2030.
3. Samarbete med lokala myndigheter – I samband med den sociala mobiliseringen arbetar The Hunger Project med att förbättra relationen mellan invånare och myndigheter. Invånarna blir utbildade i sina rättigheter. Korruptionen i samhället minskar.

### Metod
The Hunger Project arbetar alltid i partnerskap med människor som lever i hunger och fattigdom. Målet är att de ska bli självförsörjande och att The Hunger Projects insatser inte längre ska behövas. 

## Engagerade länder

### Programländer
Benin, Burkina Faso, Etiopien, Ghana, Malawi, Moçambique, Senegal, Uganda, Indien, Bangladesh, Mexiko, Peru och Zambia.

### Insamlingsländer
Australien, Kanada, Tyskland, Japan, Nya Zeeland, Sverige, Schweiz, Nederländerna, Storbritannien och USA.